# Deuterotherium distichum
Deuterotherium distichum è un mammifero litopterno estinto, appartenente ai proteroteriidi. Visse nell'Oligocene superiore (circa 28 - 24 milioni di anni fa) e i suoi resti fossili sono stati ritrovati in Argentina.

## Descrizione
Questo animale è noto solo per resti frammentari di un cranio, ma dal raffronto con animali simili e meglio conosciuti è possibile ipotizzarne l'aspetto. Probabilmente Deuterotherium era un animale simile a un cavallo arcaico, anche se non era strettamente imparentato con gli equidi. Doveva possedere lunghe zampe snelle e dotate di robusti zoccoli. 
Il cranio possedeva ossa frontali e parietali simili a quelle di Diadiaphorus e Proterotherium, mentre l'occipite era simile a quello di Thoatherium. Gli incisivi, tuttavia, erano meno differenziati rispetto a quelli dei generi appena citati, e il diastema (lo spazio tra gli incisivi e i premolari) era più corto. Il terzo e il quarto premolare superiori possedevano un ipocono; protoconulo, protocono e ipocono erano parzialmente confluenti ma disposti in diagonale, e non era presente il metaconulo. 

## Classificazione
Deuterotherium distichum venne descritto per la prima volta da Florentino Ameghino nel 1894, sulla base di resti fossili ritrovati in Argentina in terreni dell'Oligocene superiore. Deuterotherium fa parte dei proteroteriidi, un gruppo di mammiferi notoungulati che, nel corso della loro evoluzione, svilupparono una morfologia degli arti paragonabile a quella degli equidi. Benché i fossili degli arti di Deuterotherium non sono noti, le affinità riscontrabili nella base cranica con il genere Thoatherium del Miocene indicherebbero una possibile parentela tra i due generi.